# Соколье (озеро, Московская область)
Соколье — озеро в Шатурском городском поселении Шатурского района Московской области, в 1 км к юго-западу от посёлка Соколья Грива.

## Физико-географическая характеристика
Площадь — 0,03 км² (3 га), длина — около 200 м, ширина — около 150 м. Для озера характерны отлогие, низкие и частично заболоченные берега.
Глубина — 0,5-3 м, максимальная глубина достигает 3 м.
В озере обитают щука, карась, окунь и плотва.
Озеро используется для рыболовства.